# Abysmal Dawn
Gli Abysmal Dawn sono un gruppo musicale death metal statunitense originario di Los Angeles, California.
Il loro stile viene definito come una miscela di thrash metal, grindcore e black metal.

## Storia
Si formarono nel 2003 come trio, composto da Charles Elliott (chitarra/voce), Jamie Boulanger (chitarra) e Terry Barajas (batteria) che pubblicò un primo demo di tre canzoni nell'inverno 2004 che ottenne una certa attenzione nel circuito metal underground. Aprirono concerti di gruppi come Exodus, 3 Inches of Blood, Hate Eternal, Into Eternity e Aborted.
Nel novembre 2005 iniziarono a lavorare insieme al produttore John Haddad (Intronaut, Eyes of Fire, Phobia) su quello che sarebbe diventato il loro primo album, From Ashes, che uscì l'anno successivo per Crash Music con le parti grafiche ideate da Par Olofsson. Composto da nove brani nelle quali non si prestò particolare attenzione solo alla brutalità, ma ad un lavoro ben fatto, che meritò una risposta notevole, per un album di debutto, della stampa internazionale. L'album fu seguito dal loro primo nazionale, cinque settimane al fianco di gruppi Six Feet Under e Decapitated, e suonarono come supporto a Suffocation, Emperor, Immortal, Goatwhore e Decrepit Birth.
Nel 2007, suonarono ad alcuni festival come l'LA Murderfest, il Gathering of the Sick, il Burning Star Metal Fest. A novembre entrarono di nuovo in studio da Haddad per le registrazioni del secondo album, Programmed To Consume. L'album fu pubblicato, con le parti grafiche ancora una volta create da Par Olofsson, nel maggio 2008 per la Relapse Records con cui avevano firmato tre mesi prima.
Seguirono altri due lavori, Leveling The Plane of Existence, pubblicato l'11 febbraio 2011 con la partecipazione di Moyses Kolesne, chitarrista dei Krisiun, e Kragen Lum, chitarrista degli Heathen e Obsolescence nel 2014, entrambi per la Relapse.

## Formazione

### Formazione attuale
- Charles Elliott – voce, chitarra (2003–presente)
- Scott Fuller – batteria
- Michael Cosio – basso elettrico (2006–presente)

### Ex componenti
- Terry Barajas – batteria
- Jamie Boulanger – chitarra (2003–2008)
- Carlos Arriola – basso (2006)
- Ian Jekelis – chitarra (2008–2009)
- Ken Bedene (turnista) – batteria
- Mike Bear (turnista) – basso (2006)

## Discografia
- 2006 – From Ashes
- 2008 – Programmed to Consume
- 2011 – Leveling The Plane of Existence
- 2014 – Obsolescence
- 2020 – Phylogenesis